# Rio Corbu (Chiţiu)
O Rio Corbu é um rio da Romênia, afluente do Chiţiu, localizado no distrito de Gorj.